# 蒙泰居普朗托雷勒
蒙泰居普朗托雷勒（法語：Montégut-Plantaurel，法語發音：[mɔ̃tɛɡy plɑ̃toʁɛl]）是法国阿列日省的一个市镇，位于该省中北部，属于帕米耶区。

## 地理
蒙泰居普朗托雷勒（43°4'9"N, 1°29'8"E）面积18.95 平方千米，位于法国奧克西塔尼大區阿列日省，该省份为法国西南部内陆省份，西部和北部与上加龙省接壤，东临奥德省，东南至东比利牛斯省接壤，南与安道尔和西班牙接壤。
与蒙泰居普朗托雷勒接壤的市镇（或旧市镇、城区）包括：艾格然特、卡佐、加布尔、马迪耶尔、莫内斯普尔、帕耶斯、圣维克托-鲁佐。

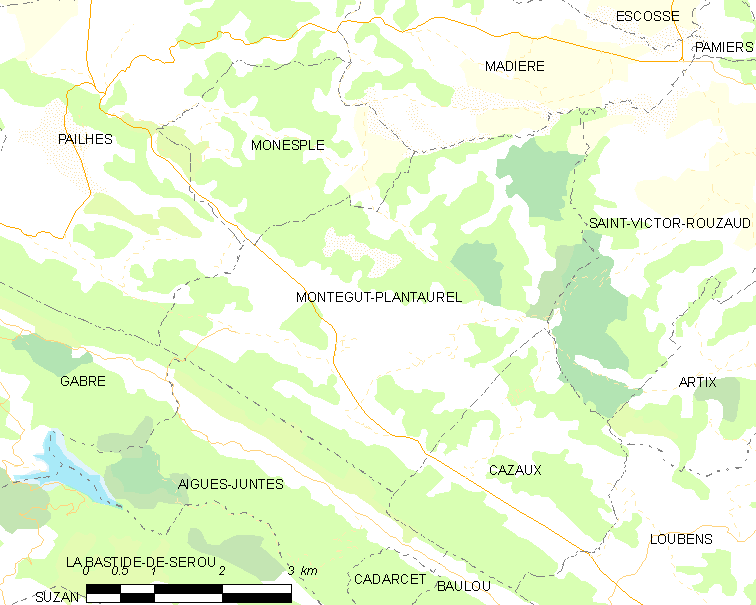
蒙泰居普朗托雷勒的OSM定位图

蒙泰居普朗托雷勒的时区为UTC+01:00、UTC+02:00（夏令时）。

## 行政
蒙泰居普朗托雷勒的邮政编码为09120，INSEE市镇编码为09202。

## 政治
蒙泰居普朗托雷勒所属的省级选区为阿列日河谷县。

## 人口

1962-2008年间蒙泰居普朗托雷勒人口变化图示

蒙泰居普朗托雷勒于2022年1月1日时的人口数量为319人。